# لی یاجون (تیرانداز)
لی یاجون (انگلیسی: Li Yajun؛ زادهٔ ۸ اکتبر ۱۹۷۳) تیرانداز اهل چین بود. وی در بازی‌های المپیک تابستانی ۲۰۰۸ حضور داشته‌است.